# Federación de Fútbol de Bosnia y Herzegovina
La Federación de Fútbol de Bosnia y Herzegovina (en bosnio: Fudbalski Savez Bosne i Hercegovine, en croata: Nogometni Savez Bosne i Hercegovine, en serbio: Фудбалски савез Босне и Херцеговине) es el organismo rector del fútbol en Bosnia y Herzegovina, con base en Sarajevo. Fue fundada en 1992 y desde 1996 es miembro de la FIFA y de la UEFA.
Se encarga de la organización de la Liga y la Copa de Bosnia-Herzegovina, así como los partidos de la selección nacional en sus distintas categorías.

## Presidentes
Desde que Bosnia se convirtiese en miembro de la FIFA en 1996 y hasta abril de 2011, la Federación de Fútbol estuvo encabezada por una presidencia de tres miembros, compuesto por un bosníaco, un croata y un serbobosnio. Debido a la situación única de Bosnia y Herzegovina y sus problemas etno-políticos, esta configuración fue tolerada durante años por la FIFA y la UEFA. Este período de transición terminó el 1 de abril de 2011, cuando la federación fue suspendida por no cumplir con los estatutos de la FIFA. Los siguientes son los presidentes que ha tenido la federación:
| Presidente                                                       | Periodo                           |
| ---------------------------------------------------------------- | --------------------------------- |
| Jerko Doko / Jusuf Pušina                                        | 1994 - mayo de 2002               |
| Sulejman Čolaković / Bogdan Čeko / Milan Jelić / Iljo Dominković | mayo de 2002 - abril de 2011      |
| Ivica Osim                                                       | abril de 2011 - diciembre de 2012 |
| Elvedin Begić                                                    | diciembre de 2012–presente        |

Nota: De 1996 a 2011 los presidentes de la federación rotaron regularmente. 